# تفاعل عدم تناسب

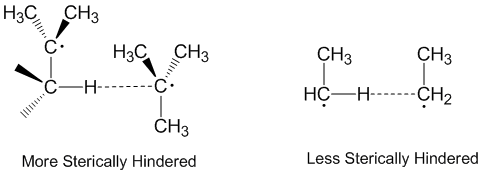
صورة توضيحية لمجسم عالق في عدم التناسب

في الكيمياء تفاعل عدم التناسب (Disproportionation) هو نوع خاص من تفاعلات أكسدة-اختزال التي يتم فيها حدوث تفاعل أكسدة واختزال على نفس العنصر من عناصر المواد الداخلة في التفاعل، مما يؤدي في النهاية إلى الحصول على ناتجين مختلفين.
أي أن العنصر الذي يدخل في تفاعل عدم تناسب يكون مؤكسداً ومختزلاً في نفس الوقت. بالتالي تتغير حالة الأكسدة للعنصر إلى حالتين اثنتين، واحدة أعلى (أكسدة) وأخرى أخفض (اختزال).

## التاريخ
درست أول حالة من تفاعل عدم التناسب في التفاعل:
{\displaystyle \mathrm {Sn^{2+}\to \ Sn^{4+}+Sn} }
والتي فحصها يوهان غادولين باستخدام أملاح الطرطرات سنة 1788.

## مثال
- تفاعل الكلور في محلول بارد من هيدروكسيد الصوديوم حيث يتشكل كل من كلوريد الصوديوم وهيبوكلوريت الصوديوم بالإضافة إلى الماء في تفاعل ناشر للحرارة.

{\displaystyle {\stackrel {\mathrm {\pm 0} }{\mathrm {Cl} }}\mathrm {_{2\,(g)}\ +\ 2\ NaOH_{\mathrm {(aq)} }\ {\xrightarrow {\bigtriangledown }}\ Na} {\stackrel {\mathrm {-I} }{\mathrm {Cl} }}_{\mathrm {(s)} }+\mathrm {Na} {\stackrel {\mathrm {+I} }{\mathrm {Cl} }}\mathrm {O_{(s)}+\ H_{2}O_{(l)}} }
يخضع عنصر الكلور هنا إلى تفاعل عدم تناسب حيث يختزل من جهة إلى كلوريد، ويتأكسد من جهة أخرى في نفس الوقت إلى هيبوكلوريت.
أما في الوسط الساخن من هيدروكسيد الصوديوم فإن هيبوكلوريت الصوديوم يتفاعل لاحقاً إلى كلورات الصوديوم؛ وتكون المعادلة الأيونية على الشكل التالي:
{\displaystyle \mathrm {3Cl_{2}+6OH^{-}\to \ 5Cl^{-}+ClO_{3}^{-}+H_{2}O} }

## اقرأ أيضاً
- تفاعلات أكسدة-اختزال
- تفاعل تناسب مشترك
- إعادة توزيع (كيمياء)